# Herbert Berg (Chemiker)
Herbert Karl Dietrich Berg (* 26. Oktober 1905 in Lüdenscheid; † 5. Oktober 1988 in München) war ein deutscher Chemiker, der als Erfinder des Wacker-PVC gilt, und Vorstandsrats-Vorsitzender des Deutschen Museums in München war.

## Leben
Der 1905 in Lüdenscheid geborene Herbert Berg war der Sohn des erfolgreichen Fabrikanten und Unternehmers Carl Berg, der sich als Inhaber der Carl Berg Kupferhütte AG auch als Pionier der großtechnischen Aluminiumverarbeitung profilierte. Carl Berg engagierte sich außerdem zusammen mit David Schwarz und Ferdinand von Zeppelin früh im Bau von Luftschiffen. In Bergs Fabrik in Werdohl wurden Teile für den ersten Zeppelin produziert.
Herbert Berg absolvierte sein Abitur 1924 am Realgymnasium Lüdenscheid. Danach war er von Ostern 1924 bis März 1925 an der Universität Tübingen für ein Chemiestudium eingeschrieben. Vom März 1925 bis zum Juli 1928 studierte er Organische Chemie an der Technischen Hochschule München und erlangte dort sein Diplom. Ab Februar 1929 arbeitete er bis zum August des Folgejahres als außerordentlicher Assistent von Chemie-Nobelpreisträger Hans Fischer an der TH München. 1930 schloss er seine Dissertation Die Synthese des natürlichen Pyrro-Porphyrins und einiger damit Isomerer bei Hans Fischer mit anschließender Promotion zum Dr. Ing. mit Auszeichnung ab.
Vom 1. Februar 1931 bis 1933
arbeitete er am Consortium für elektrochemische Industrie, München, der Forschungsabteilung der Dr. Alexander Wacker Gesellschaft für elektrochemische Industrie, auf dem damals neuen Gebiet der Vinylverbindungen.
Im Jahr 1933 wurde Berg vom Consortium ins Werk Burghausen versetzt, um dort den Kunststoffsektor zu forcieren. 1937 stieg er in Burghausen zum „Betriebsleiter Forschung und Produktion für Vinylverbindungen und Polymere“ auf. Ab 1939, während des Zweiten Weltkriegs, expandierte die als kriegswichtig eingestufte Wacker GmbH. Insbesondere Bergs Entwicklungen führten 1941 zu einem Produktionszweig, der einen Werksneubau (das sogenannte „Werk West“) in Burghausen erforderlich machte.
Als wegweisend im Bereich der Forschung, stellte man Berg deshalb unabkömmlich, um die Aufrechterhaltung bestimmter Betriebsabläufe zu gewährleisten.
Nach Kriegsende und einer kurzen Beschäftigungsunterbrechung im Zuge des Entnazifizierungsverfahrens durch die Militärregierung der Besatzungsmacht USA kehrte Berg in seine Heimatstadt Lüdenscheid zurück. In der Zeit von 1946 bis 1952 kümmerte er sich dort um die Familienbetriebe. 1952 rief ihn die Firma Wacker zurück und ab dem 1. Januar 1953 wirkte er in der Münchener Hauptverwaltung als für den technischen Bereich verantwortlicher Geschäftsführer.
Im Jahr 1954 begann sein Engagement für das Deutsche Museum in München mit der Wahl in den Verwaltungsausschuss, das inzwischen die Nachlässe des Vaters und seinen eigenen Nachlass verwahrt. Bis 1960 verblieb er im Verwaltungsausschuss, hierauf erfolgte seine Wahl zum Mitglied des Vorstandsrats des Museums. In den Jahren 1968 bis 1980 hatte er den Vorsitz des Verwaltungsrats beziehungsweise des Vorstands des Deutschen Museums München inne.
Am 15. Juli 1971 schied Berg ein halbes Jahr vor seinem eigentlichen Vertragsende als Senior der dreiköpfigen Geschäftsführung bei der Wacker Chemie GmbH aus. Er und sein Geschäftsführer-Kollege Heinz Wacker fielen einem „Familienzwist“ und „handfester Geschäftspolitik“ zum Opfer. Die Zeit berichtete damals, Berg sei vorgeworfen worden, „er habe die ganze Zeit auf der ‚falschen Seite‘ gestanden“.
Von 1980 bis 1987 war er Mitglied des Verwaltungsrats des Deutschen Museums. Bergs Berufung in das Kuratorium der Georg-Agricola-Gesellschaft zur Förderung der Geschichte der Naturwissenschaften und der Technik e.V. erfolgte 1981. Noch kurz vor seinem Tod am 5. Oktober 1988 in München war ihm die Ehrenmitgliedschaft des Deutschen Museums verliehen worden. Berg war außerdem Vorsitzender des Senats der Fraunhofer-Gesellschaft, Mitglied des Hauptausschusses des Verbands der Chemischen Industrie, Mitglied der Bayerischen Staatlichen Kommission zur friedlichen Nutzung der Atomkraft und Vizepräsident der Deutsch-Japanischen Gesellschaft.

## Forschung
Herbert Berg entwickelte, unterstützt von zwei Mitarbeitern, in den 1930er Jahren ein Polymerisationsverfahren, das es erstmals ermöglichte, die Viskosität der polymeren Emulsion nach Bedarf einzustellen. Es wurde 1938 patentiert. Die Hauptanwendung liegt in der Produktion von Holzleim. Berg war für die Wacker Chemie an der Entwicklung weiterer patentierter Herstellungsverfahren beteiligt. Sein Spezialgebiet waren Vinylkunststoffe. Mit dem von ihm entwickelten Suspensionsverfahren zur Gewinnung von PVC werden noch heute rund 80 % des Kunststoffes hergestellt.
Der Chemie-Konzern würdigt Herbert Berg auf seiner Website als „eine Kapazität auf dem Gebiet der Vinylkunststoffe“. Das durch seine 1935 gemachte Entdeckung gewonnene PVC sei jahrzehntelang „der Wachstumsmotor“ der Firma gewesen.

## Auszeichnungen
- 1963: Bayerischer Verdienstorden
- 1963: Ehrensenator der TU München
- 1965: Oskar-von-Miller-Medaille[13] in Gold des Deutschen Museums
- 1967: Dr. phil. h. c. der Universität Innsbruck
- 1968: Großes Verdienstkreuz des Verdienstordens der Bundesrepublik Deutschland
- 1968: Ehrenmitglied und Silberne Erinnerungsmedaille der Industrie- und Handelskammer für München und Oberbayern
- 1974: Ehrensenator der Fraunhofer-Gesellschaft
- 1974: Umweltmedaille des Bayerischen Staatsministeriums für Landesentwicklung und Umweltfragen
- 1982: Goldener Ehrenring des Deutschen Museums
- 1985: Ehrenbürger der Stadt Burghausen
- 1988: Ehrenmitgliedschaft Deutsches Museum